# Ithomiola
Genre
Ithomiola est un genre d'insectes lépidoptères de la famille des Riodinidae et de la sous-famille des Riodininae. Ils résident en Amérique du Sud.

## Dénomination
Le genre a été nommé par Cajetan Freiherr von Felder et Rudolf Felder en 1865.

## Liste des espèces
- Ithomiola buckleyi Hall & Willmott, 1998 ; présent en Équateur et au Pérou.
- Ithomiola callixena (Hewitson, 1870) ; présent en Équateur, en Colombie et au Pérou.
- Ithomiola cascella (Hewitson, 1870) ; présent en Équateur, en Colombie et au Pérou.
- Ithomiola celtilla (Hewitson, 1870) ; présent en Équateur.
- Ithomiola floralis C. & R. Felder, [1865] ; présent en Guyane, au Surinam et en Bolivie.
- Ithomiola rubrolineata Lathy, 1904 ; présent au Pérou.

### Source
- funet